# Doogie Howser, M.D.
Doogie Howser, M.D. é um seriado televisivo que foi exibido de 1989 a 1993. O personagem-título, interpretado por Neil Patrick Harris, era um brilhante médico adolescente que, ao mesmo tempo, encarava os problemas da profissão e de ser um adolescente normal. O programa era localizado em Los Angeles e durou quatro temporadas, todas exibidas pela ABC.
Foi criado por Steven Bochco e David E. Kelley, num conceito supostamente inspirado na história do Dr. Howard A. Zucker, que se tornou médico com apenas 22 anos, e tinha um primo trabalhando na ABC na época.
Entre as "marcas registradas" do programa estava o melhor amigo de Doogie, Vinnie Delpino (interpretado por Max Casella), subindo pela janela, e Doogie, ao final de cada episódio, escrevendo seu diário no seu computador, através de um processador de texto baseado em DOS.
O programa se destaca por mostrar um jovem prodígio como um adolescente normal, ao invés de seguir o estereótipo de "nerd desengonçado", presente em programas como Saved by the Bell (com o personagem Screech Powers) e Family Matters (com Steve Urkel).
Outro ponto a ser destacado foi a decisão dos roteiristas de encerrar a série quando o protagonista tornou-se, logicamente, um adulto. Entretanto, Steve Bochco declarou que o encerramento da série foi uma decisão muito abrupta dos executivos da emissora, que impediu que ele e sua equipe tivesse a chance de "encerrar" propriamente a história que tinha planejada para Doogie.

## Citações a Doogie Howser
Doogie Howser, M.D. adquiriu considerável fama e culto, tornando-se parte da cultura pop e um dos mais marcantes seriados norte-americanos de todos os tempos. Com isso, não é de se espantar que seja frequentemente citado em diálogos de outras séries e filmes:
- Friends: Os personagens de Friends geralmente usam o termo "Doogie" para se referir a alguém que acreditam não ser maduro o suficiente para encarar o serviço que dizem estar preparados. Por exemplo, num episódio da quinta temporada, Phoebe está em trabalho de parto, prestes a ter trigêmeos, e chama um jovem médico de "Doogie".

- Madrugada Muito Louca e Viagem Muito Louca: Harold e Kumar encontram Neil Patrick Harris (interpretando uma versão mulherenga e 'junkie' de si mesmo) e conversam sobre Doogie Howser M.D. em diversas situações. Kumar inclusive revela num flashback dos tempos de escola idolatrar o personagem.

- Buffy, a Caça-Vampiros: Willow Rosenberg cita certa vez que costuma escrever fanfics da série.

- Um Maluco no Pedaço: Hilary menciona ter jantado com o empresário do Doogie Howser.

- Roseanne: Roseanne é colocada para dormir devido à anestesia da cirurgia que irá fazer nos seios. Sonha, então, que um médico chega e faz uma enorme bagunça. Acontece que o médico é Doogie Howser.

- Whose Line Is It Anyway?: Ryan Stiles é frequentemente comparado a Neil Patrick Harris e ao próprio Doogie Howser, seja por si próprio ou por Drew Carey.

- Tal Mãe, Tal Filha: Quando Tanna revela ter apenas 15 anos (e estava comemorando seu aniversário de 16 anos), Lorelai diz "Feliz aniversário, Doogie", uma vez que a maior parte dos calouros de Yale tem entre 18 e 19 anos.

- Big Bang: A Teoria: Os pais de Rajesh dizem, através da webcam do notebook, que têm que desligar, porque está para começar Doogie Howser.

- Como Eu Conheci Sua Mãe: Barney, o personagem de Neil Patrick Harris, aparece no final do 14º episódio da 3ª temporada escrevendo no seu blog em DOS, assim como seu antigo personagem fazia no final dos episódios de Doogie Howser, M.D.

- Brothers and Sisters: Numa aula de medicina de Justin, ele percebe a perspicácia de seu parceiro de laboratório - visivelmente jovem - e pergunta-o sua idade. Este responde 16, e logo depois emenda com "e sem piadinhas sobre Doogie Howser". Isto ocorre no 3° episódio da 4° temporada da série.

- Studio 60 on the Sunset Strip: No antepenúltimo episódio da série, Harriet fala que está preocupada pelo fato do médico de Jordan ser muito jovem e fala que quem está cuidando de sua amiga é Doogie Howser.

- Se Beber, Não Case! Parte II: No aeroporto, Alan cita Doogie Howser em uma conversa com Teddy, afirmando que Howser era gay.

- Os Assumidos: Justin fala para Ted que descanso faz parte de qualquer recuperação.
- 50/50: Adam faz referência ao seriado ao saber a idade da doutora MacCay.
- Os Goldbergs: No episódio 19 da 5ª temporada, Barry diz que Doogie Howser foi o programa que o inspirou a se tornar médico.

- Jovem Nerd (Nerdcast): O podcaster e influencer brasileiro "Jovem Nerd" cita constantemente o seriado em seu podcast.